# Saint-Pierre-des-Tripiers
 Saint-Pierre-des-Tripiers  es una población y comuna francesa, situada en la región de Languedoc-Rosellón, departamento de Lozère, en el distrito de Florac y cantón de Meyrueis.

## Demografía
| 120 | 80 | 73 | 69 | 63 | 79 |
| Para los censos de 1962 a 1999 la población legal corresponde a la población sin duplicidades (Fuente: INSEE [Consultar]) |    |    |    |    |    |